# Ilex fuertensiana
Ilex fuertensiana är en järneksväxtart som först beskrevs av Ludwig Eduard Loesener, och fick sitt nu gällande namn av Theodore `Ted' Robert Dudley. Ilex fuertensiana ingår i släktet järnekar, och familjen järneksväxter. Inga underarter finns listade i Catalogue of Life.